# Керефов, Азамат Мухамедович
Азамат Мухамедович Керефов (кабард.-черк. Азамэт ЧӀэрэф; 17 мая 1991, Кабардино-Балкарская АССР, РСФСР, СССР) — российский боец смешанных боевых искусств из Нальчика, представитель наилегчайшей весовой категории. Мастер спорта России по дзюдо. Выступает на профессиональном уровне с 2014 года, известен по участию в турнирах таких бойцовских организаций как ACB, ACA. Бывший чемпион Absolute Championship Akhmat (ACA) в наилегчайшем весе.

## Биография
Профессиональную карьеру в смешанных единоборствах Керефов начал в 2014 году. Его дебют состоялся в рамках турнира «TFC — Gladiator Fights», где он встретился с Андреем Хугаевым, Керефов финишировал своего оппонента в конце четвертой минуты первого раунда.
Представляет бойцовский клуб «Гладиатор Нальчик». Выступал на турнирах ACB, ACA, ProFC, Tech-Krep FC, TFC — Gladiator Fights, Heat — Heat 41.
Большинство боёв выиграл решением судей. Побеждал таких титулованных бойцов, как: Такеши Касугаи, Мансур Хатуев, Курбан Гаджиев, Арен Акопян.
22 апреля 2017 года Керефов дебютировал на турнире «ACB 58 — Young Eagles 17», финишировав своего оппонента, бойца из Бельгии, Хамида Султанбиева, удушающим приемом во втором раунде.
21 февраля 2020 года на турнире «ACA 104 — Goncharov vs. Vakhaev» завоевал пояс чемпиона ACA в наилегчайшем весе, им был повержен титулованный российский боец, претендент на титул ACB в наилегчайшем весе, Мансур Хатуев, единогласным решением судей.
6 ноября 2018 года на турнире «ACA 113 — Kerefov vs. Gadzhiev 2» защитил титул ACA в наилегчайшем весе в бою против претендента Курбана Гаджиева. Азамат Керефов одержал победу единогласным решением судей.

## Титулы
- Absolute Championship Akhmat 
  -  Чемпион (ACA) в наилегчайшем весе (два раза).

## Статистика ММА
| Боёв 15         | Побед 15 | Поражений 0 |
| --------------- | -------- | ----------- |
| Нокаутом        | 3        | 0           |
| Сдачей          | 2        | 0           |
| Решением        | 10       | 0           |
| Ничьи           | 0        | 0           |
| Не состоявшихся | 0        | 0           |

| Результат | Рекорд | Соперник         | Способ                                 | Турнир                                       | Дата             | Раунд | Время | Место   | Примечание                             |
| --------- | ------ | ---------------- | -------------------------------------- | -------------------------------------------- | ---------------- | ----- | ----- | ------- | -------------------------------------- |
| Победа    | 15-0   | Расул Албасханов | Техническим сабмишном (удушение Брабо) | ACA 127: Керефов - Албасханов                | 28 августа 2021  | 3     | 3:11  |         | Защитил титул АСА в наилегчайшем весе  |
| Победа    | 14-0   | Курбан Гаджиев   | Решением (единогласным)                | ACA 113: Керефов - Гаджиев                   | 6 ноября 2020    | 5     | 5:00  |         | Защитил титул АСА в наилегчайшем весе  |
| Победа    | 13-0   | Мансур Хатуев    | Решением (единогласным)                | ACA 104: Гончаров - Вахаев                   | 21 февраля 2020  | 5     | 5:00  |         | Завоевал титул АСА в наилегчайшем весе |
| Победа    | 12-0   | Гога Шаматава    | Решением (раздельным)                  | ACA 97 Краснодар                             | 31 августа 2019  | 3     | 5:00  |         |                                        |
| Победа    | 11-0   | Нарек Авагян     | Решением (единогласным)                | ACA 94 Krasnodar                             | 30 марта 2019    | 3     | 5:00  |         |                                        |
| Победа    | 10-0   | Курбан Гаджиев   | Решением (единогласным)                | ACB 89 Abdul-Aziz vs. Bagov                  | 8 сентября 2018  | 3     | 5:00  |         |                                        |
| Победа    | 9-0    | Такеши Касугай   | Решением (раздельным)                  | Heat Heat 41                                 | 23 декабря 2017  | 4     | 5:00  |         |                                        |
| Победа    | 8-0    | Хамид Султанбиев | Решением (единогласным)                | ACB 58 Young Eagles 17                       | 22 апреля 2017   | 3     | 5:00  |         |                                        |
| Победа    | 7-0    | Арен Акопян      | Решением (единогласным)                | Tech-Krep FC Prime Selection 2016 Final      | 29 октября 2016  | 3     | 5:00  |         |                                        |
| Победа    | 6-0    | Евгений Бондарев | Решением (единогласным)                | Tech-Krep FC Prime Selection 10              | 5 августа 2016   | 2     | 5:00  |         |                                        |
| Победа    | 5-0    | Абдулкар Кадилов | Нокаутом (удары)                       | Tech-Krep FC - Prime Selection 9             | 7 июля 2016      | 1     | 2:23  |         |                                        |
| Победа    | 4-0    | Немат Маммадов   | Техническим нокаутом (удары)           | Armavir MMA Federation Battle on the Kuban   | 5 июня 2016      | 1     | 2:23  |         |                                        |
| Победа    | 3-0    | Шамиль Магомедов | Техническим нокаутом (удары)           | PFC Professional Fighting Championship 2     | 26 сентября 2015 | 1     | 3:08  |         |                                        |
| Победа    | 2-0    | Хасан Галаев     | Решением (единогласным)                | Volgograd Federation MMA - Battle on Akhtuba | 4 октября 2014   | 3     | 5:00  |         |                                        |
| Победа    | 1-0    | Андрей Хугаев    | Сабмишном (рычаг локтя)                | TFC Gladiator Fights                         | 4 июля 2014      | 1     | 3:40  | Нальчик | Дебют в ММА                            |